# Козлова Ніна Олександрівна
Ні́на Олекса́ндрівна Козл́ова (* 1988) — українська фехтувальниця на шаблях. Майстер спорту України міжнародного класу.

## З життєпису
Народилась 1988 року. Представляла Хмельницьку область.. Проживає в місті Київ.
Виграла срібну медаль на Чемпіонаті світу з фехтування 2007 року та дві срібні медалі — на Чемпіонаті Європи з фехтування в 2007 і 2008-го.
2013 року у Лондоні на турнірі «Beazley Trophy» в складі команди була 4-ю.
Кандидат наук з фізичного виховання та спорту.